# Борго Сант'Антонио (Кунео)
Борго Сант'Антонио (итал. Borgo Sant'Antonio) је насеље у Италији у округу Кунео, региону Пијемонт.
Према процени из 2011. у насељу је живело 4 становника. Насеље се налази на надморској висини од 985 м.